# 八宿雪灵芝
八宿雪灵芝（学名：Arenaria baxoiensis）是石竹科无心菜属的植物，为中国的特有植物。分布在中国大陆的西藏、四川等地，生长于海拔4,000米至4,500米的地区，多生长于山坡草地，目前尚未由人工引种栽培。